# Saison 2021-2022 des Girondins de Bordeaux (féminines)
Maillots
Chronologie
Saison précédente Saison suivante
La saison 2021-2022 de la section féminine des Girondins de Bordeaux est la sixième saison consécutive du club girondin en première division du championnat de France depuis la saison 2016-2017 et la première campagne du club en Ligue des Champions.

## Transferts

### Mercato d'été
De nombreuses cadres quittent le club après une saison 2020-2021 réussie. L'attaquante jamaïcaine Khadija Shaw, meilleure buteuse du championnat, ne prolonge pas son contrat et part pour Manchester City. La milieu Ghoutia Karchouni, au club depuis 5 saisons, ne prolonge pas et part à l'Inter Milan. L'attaquante Ouleymata Sarr rejoint elle le Paris FC après une année marquée par les blessures. La latérale Estelle Cascarino est recrutée par le Paris Saint-Germain. Après une saison en prêt à Rodez et une blessure aux ligaments, Axelle Touzeau quitte également le club.
Les Girondines se renforcent en faisant signer des joueuses de D1. Les attaquantes costaricaine Melissa Herrera et portugaise Mélissa Gomes, en provenance du Stade de Reims, la gardienne du Dijon FCO, Mylène Chavas, ainsi que la défenseuse canadienne de l'ASJ Soyaux Paige Culver, signent ainsi à Bordeaux. La milieu de terrain néerlandaise Sisca Folkertsma arrive elle du FC Twente pour rejoindre sa compatriote Katja Snoeijs.
L'entraîneur, Pedro Martínez Losa, quitte le club pour devenir entraîneur de l'équipe d'Écosse. Il est remplacé par Patrice Lair, passé par Montpellier, l'OL (où il a remporté deux Ligues des champions) et le PSG.

### Mercato d'hiver
L'attaquante Svava Rós Guðmundsdóttir et la défenseuse Paige Culver quitte le club, après avoir échoué à se faire une place dans l'effectif girondin. La Canadienne, qui n'a joué aucun match avec Bordeaux, rejoint l'IFK Kalmar en D2 suédoise. Alors que les Girondines connaissent de groses difficultés défensives pendant la première partie de saison, deux cadres de la défense centrale, la récente médaillée d'or olympique canadienne Vanessa Gilles et l'Américaine Malia Berkely, sont transférées en NWSL pour une somme d'environ 100 000 euros, faisant émerger des doutes quant aux ambitions sportives du club depuis son rachat par Gérard Lopez. La première est recrutée par Angel City et la seconde par le North Carolina Courage.
La défense centrale est renforcée par l'arrivée de l'Allemande Laura Stiben, qui était sans club depuis son départ l'été précédent de l'Eintracht Francfort, avec qui elle a remporté la Ligue des champions en 2015,. En attaque, Bordeaux recrute la jeune Brésilienne Amanda Gutierres, en provenance de Santos. Tainara, une autre Brésilienne, internationale, arrive de Palmeiras pour renforcer la défense centrale. Bordeaux parie à nouveau sur une jeune joueuse en recrutant une internationale monténégrine de 19 ans, Jelena Karličić, pour consolider le secteur offensif. L'expérimentée gardienne de l'ASJ Soyaux, Laëtitia Philippe, arrive en prêt. Elle remplace l'Anglaise Anna Moorhouse, qui est transférée au Pride d'Orlando.

Le 11 janvier 2022, l'entraîneur Patrice Lair est démis de ses fonctions, six mois seulement après son arrivée. Soutenu par la quasi-totalité des joueuses, il est finalement réintégré une semaine plus tard.

## Pré-saison
Le premier match amical de la saison est disputé le 30 juillet à Buxerolles près de Poitiers contre le Paris SG. Les Bordelaises s'imposent facilement 3-0 avec des buts de Dufour et Pallis (x2). Les Girondines participent ensuite à la Women's Cup du Grand Est en affrontant l'Eintracht Francfort le 5 août (victoire 2-0 avec des buts de Snoeijs et Garbino) et le TSG Hoffenheim le 8 août (match nul 0-0) à Phalsbourg.

## Championnat de France
La Division 1 2021-2022 est la quarante-huitième édition du championnat de France féminin de football et la vingtième sous l'appellation « Division 1 ». La division oppose douze clubs en une série de vingt-deux rencontres. Les trois meilleurs de ce championnat se qualifient pour la Ligue des champions.

### Journées 1 à 6
Lors de la première journée de championnat, les Bordelaises se déplacent sur la pelouse du promu stéphanois. Malgré l'ouverture du score de Vanessa Gilles en fin de première période, les Vertes égalisent et privent le FCGB de victoire.
Les Girondines se rattrapent la journée suivante en étrillant l'ASJ Soyaux à domicile lors du derby d'Aquitaine, avec notamment un but et trois passes décisives de Katja Snoeijs.
Lors de la 3e journée, les Girondines, émoussées par les 120 minutes disputées en Ligue des champions quelques jours avant, chutent à domicile face au FC Fleury 91 malgré l'ouverture du score précoce de Katja Snoeijs et perdent du terrain dans la course au podium.
Bordeaux reçoit ensuite le leader du championnat, l'Olympique lyonnais. Malgré une ouverture précoce du score (3e) par Ève Périsset, Lyon égalise quatre minutes plus tard et domine le reste du match. Le match bascule vers la 70e minute avec un penalty pour Bordeaux oublié par l'arbitre, puis un penalty pour Lyon qui scelle le match, aboutissant sur une défaite 1-4 des Bordelaises.

Les déboires bordelais continuent la journée suivante à Reims. Après une ouverture du score bordelaise, les Rémoises marquent 5 buts, portées par Bussy et Dumornay, et les Girondines s'inclinent sévèrement 5 buts à 2, concédant leur troisième défaite en six matches et pointant déjà à 8 points de la troisième place. Un temps annoncée, la démission de l'entraîneur n'est pourtant pas encore actée.

### Journées 7 à 11
Les Bordelaises se doivent de rebondir à domicile face à l'En avant Guingamp. Les Girondines font preuve de sérieux et s'imposent 3-0 face à des Bretonnes limitées, avant un déplacement sur le terrain du Paris FC, primordial dans la quête du podium.
Face au Paris FC, Bordeaux commence fort en ouvrant le score dès la 4e minute par Vanessa Gilles. Malgré une avance de deux buts et un carton rouge pour les Franciliennes à la 47e, le Paris FC revient dans la partie grâce à un but de Clara Matéo, mais c'est finalement Ève Périsset qui redonne deux buts d'avance aux Bordelaises en toute fin de match. Les Girondines reviennent à quatre points de leur adversaire.
Bordeaux doit confirmer la journée suivante face à un autre adversaire direct, Montpellier. Les Girondines dominent la rencontre mais encaissent un penalty de Petermann sur une faute de Bilbault sur Torrent et ne parviennent pas à faire trembler les filets montpelliérains. Les Bordelaises se retrouvent sixièmes, derrière leurs adversaires du jour.
Lors de la 10e journée, Bordeaux reçoit le Dijon FCO. Malgré l'ouverture du score de Mélissa Gomes, les Bourguignonnes égalisent juste avant la pause, et les Girondines doivent se contenter d'un match nul qui les éloigne encore un peu plus du podium.

Pour le dernier match de la phase aller, le FCGB se déplace sur la pelouse du champion en titre, le Paris Saint-Germain, qui pointe à la 2e place. Les Bordelaises offrent une belle résistance, grâce notamment à une belle performance de Moorhouse, mais doivent s'incliner sur un but de Karchaoui. À la mi-saison, Bordeaux est à la 7e place, à huit points du Paris FC qui occupe la troisième marche du podium.

### Journées 12 à 17
Après le report de son match contre Guingamp, Bordeaux commence la phase retour du championnat par la réception du Stade de Reims, juste devant les Girondines au classement. Les Rémoises ouvrent le score sur penalty, mais Snoeijs inscrit un triplé qui donne la victoire aux Bordelaises et leur permet de repasser devant leur adversaire du jour.

Sur la pelouse de l'En avant Guingamp, les Bordelaises ouvrent le score très rapidement, avant de gérer leur avantage et de doubler la marque dans le temps additionnel.

### Classement
| Rang | Équipe                 | Pts | J  | G  | N | P  | Bp | Bc | Diff | Qualification ou relégation                                                    |
| ---- | ---------------------- | --- | -- | -- | - | -- | -- | -- | ---- | ------------------------------------------------------------------------------ |
| 1    | Olympique lyonnais (C) | 64  | 22 | 21 | 1 | 0  | 79 | 8  | +71  | Qualification pour la phase de groupes de la Ligue des champions               |
| 2    | Paris Saint-Germain T  | 53  | 22 | 17 | 2 | 3  | 68 | 12 | +56  | Qualification pour le deuxième tour de qualification de la Ligue des champions |
| 3    | Paris FC               | 50  | 22 | 16 | 2 | 4  | 49 | 21 | +28  | Qualification pour le premier tour de qualification de la Ligue des champions  |
| 4    | FC Fleury 91           | 43  | 22 | 14 | 1 | 7  | 36 | 26 | +10  |                                                                                |
| 5    | Montpellier Hérault SC | 35  | 22 | 11 | 2 | 9  | 38 | 25 | +13  |                                                                                |
| 6    | Girondins de Bordeaux  | 35  | 22 | 11 | 2 | 9  | 38 | 29 | +9   |                                                                                |
| 7    | Stade de Reims         | 33  | 22 | 10 | 3 | 9  | 29 | 38 | −9   |                                                                                |
| 8    | EA Guingamp            | 17  | 22 | 4  | 5 | 13 | 23 | 57 | −34  |                                                                                |
| 9    | ASJ Soyaux Charente    | 16  | 22 | 5  | 1 | 16 | 18 | 55 | −37  |                                                                                |
| 10   | Dijon FCO              | 15  | 22 | 3  | 6 | 13 | 13 | 45 | −32  |                                                                                |
| 11   | GPSO 92 Issy (R)       | 13  | 22 | 4  | 1 | 17 | 19 | 57 | −38  | Relégation en Division 2                                                       |
| 12   | AS Saint-Étienne P (R) | 7   | 22 | 1  | 4 | 17 | 17 | 54 | −37  | Relégation en Division 2                                                       |

## Coupe de France
La Coupe de France 2021-2022 est la 21e édition de la Coupe de France féminine de football, une compétition à élimination directe mettant aux prises tous les clubs de football amateurs et professionnels à travers la France métropolitaine et les DOM-TOM. Elle est organisée par la FFF et ses ligues régionales. Bordeaux évoluant en Division 1, il démarre aux seizièmes de finale.

Pour son entrée dans la compétition, Bordeaux reçoit l'Olympique lyonnais, tenant du titre. Les Girondines se présentent avec un effectif très réduit en raison de nombreuses blessures et cas de Covid-19, et ne disposent que de trois remplaçantes, dont la gardienne Mylène Chavas qui entre finalement en jeu en attaque. Face à une équipe lyonnaise beaucoup plus puissante, les Bordelaises rentrent aux vestiaires avec quatre buts encaissés, et ne parviennent pas à réduire l'écart en seconde période. Bordeaux est donc éliminé de la compétition.

## Coupe d'Europe
La Ligue des champions 2021-2022 est la 21e édition de la Ligue des champions féminine de l'UEFA, la compétition inter-clubs européenne de football féminin. Elle est divisée en deux phases, une phase de qualification pour certaines équipes, et une phase finale avec les principales équipes et celles qualifiées précédemment. Les Girondins de Bordeaux étant troisièmes du championnat de France 2020-2021, pays alors à la première place du coefficient UEFA, le club entre dans la compétition au premier tour de qualifications.
Après le tirage au sort effectué le 2 juillet 2021, les Bordelaises sont opposées au 1. FC Slovácko, troisième du championnat tchèque 2020-2021, avant de rencontrer le Brøndby IF, deuxième du championnat danois, ou le Kristianstads DFF, troisième du championnat suédois. Face aux Tchèques, les Bordelaises dominent la rencontre et se procurent la plupart des occasions, ouvrant le score à la 37e minute par Jaurena. Mais un cafouillage entre Gilles et Moorhouse permet au Slovácko d'égaliser dans le temps additionnel. Heureusement, 80 secondes plus tard, Gilles se rattrape en reprenant de la tête un coup franc de Périsset. Les Bordelaises rejoignent Kristianstad en finale. Une efficacité retrouvée en première mi-temps leur permet de mener 3-1 à la pause. Cet avantage conservé en seconde période permet aux Girondines de se qualifier pour le 2e tour de qualifications.
Les Bordelaises sont ensuite opposées au VfL Wolfsburg, deuxième du dernier championnat allemand et ancien vainqueur de la compétition. Après avoir concédé l'ouverture du score, les Marine et Blanc égalisent sur l'action suivante, mais encaissent un deuxième but quelques minutes plus tard et sont menées à la pause. Au retour des vestiaires, une nouvelle erreur défensive offre le but du break aux Allemandes, avant que Cardia (entrée à la place de Herrera blessée en première période) ne réduise l'écart.

Lors du match retour, les deux équipes commettent une erreur défensive en première période. Au retour des vestiaires, Mélissa Gomes, entrée en cours de jeu, donne l'avantage à Bordeaux d'une magnifique frappe. Les Girondines résistent aux assauts allemands et décrochent les prolongations. Alors que Pajor s'offre un doublé, Cardia lui répond d'une frappe splendide en pleine lucarne et envoie Bordeaux aux tirs au but. Malheureusement, les Bordelaises craquent sous la pression et manquent leurs trois premières tentatives. Les Bordelaises quittent la compétition.